# Isothrix negrensis
Isothrix negrensis es una especie de roedor de la familia Echimyidae.

## Distribución geográfica
Se encuentra en Sudamérica: Brasil.